# Nikaragvanska košarkaška reprezentacija
Nikaragvanska košarkaška reprezentacija predstavlja državu Nikaragvu u međunarodnoj košarci. Još se nisu natjecali na Svjetskom prvenstvu u košarci ni Američkom košarkaškom prvenstvu.
Reprezentacija je članica Međunarodne košarkaške federacije od 1959. godine.

## Vanjske pvoeznice
- Latinbasket.com - Nikaragvanska košarkaška reprezentacija (engl.)  Arhivirana inačica izvorne stranice od 19. siječnja 2016. (Wayback Machine)